# Ligne de tramway 357
 (janvier 2022).
Si vous disposez d'ouvrages ou d'articles de référence ou si vous connaissez des sites web de qualité traitant du thème abordé ici, merci de compléter l'article en donnant les références utiles à sa vérifiabilité et en les liant à la section « Notes et références ».
La ligne 357 est une ancienne ligne de tramway vicinal de la Société nationale des chemins de fer vicinaux (SNCV) qui reliait Dixmude à Poperinge et Ypres entre 1906 et 1953.

## Histoire
25 septembre 1906 : mise en service en traction vapeur, section Elverdinge - Ypres commune avec la ligne 360 Ypres - Furnes, exploitation par l'Omtrek Diksmuide - Yper (ODI).
1919 : reprise de l'exploitation par la SNCV.
20 janvier 1941 : suppression de la section Merkem - Elverdinge.
7 septembre 1949 : suppression de la section Oostvleteren - Poperinge.
27 juin 1953 : suppression.

## Infrastructure

### Dépôts et stations
Nom : (gare) : quand le dépôt ou la station est accolé ou proche d'une gare.
Type : D : dépôt , S : station , Sf : si la station sert de gare douanière à la frontière , Sp : si la station est établie dans un bâtiment privé le plus souvent un café ou plus rarement une habitation privée.
| Illustration | Nom            | Type | Commune   | Localisation                | État                | Remarques           |
| ------------ | -------------- | ---- | --------- | --------------------------- | ------------------- | ------------------- |
|              | Dixmude (gare) | D    | Dixmude   | 51° 02′ 04″ N, 2° 52′ 14″ E | En service De Lijn. |                     |
|              | Poperinge      | D    | Poperinge | 50° 51′ 16″ N, 2° 44′ 33″ E | Désaffecté.         | Commun avec la 353. |
|              | Ypres          | D    | Ypres     | 50° 51′ 15″ N, 2° 52′ 26″ E | En service De Lijn. |                     |